# Nupserha apicata
Nupserha apicata är en skalbaggsart som beskrevs av Leon Fairmaire 1891. Nupserha apicata ingår i släktet Nupserha och familjen långhorningar.
Artens utbredningsområde är:
- Burundi.
- Djibouti.
- Kenya.
- Rwanda.

Inga underarter finns listade i Catalogue of Life.